# Paraprotomyzon multifasciatus
Paraprotomyzon multifasciatus är en fiskart som beskrevs av Pellegrin och Fang, 1935. Paraprotomyzon multifasciatus ingår i släktet Paraprotomyzon och familjen grönlingsfiskar. Inga underarter finns listade i Catalogue of Life.